# شعب الجلادي

تعديل مصدري - تعديل

شعب الجلادي هي إحدى قرى عزلة سرار بمديرية سرار التابعة لمحافظة أبين، بلغ تعداد سكانها 25 نسمة حسب تعداد اليمن لعام 2004.